# Hannover
|  | Per a altres significats, vegeu «Hanover». |

Hannover és la capital del Bundesland de la Baixa Saxònia i una de les ciutats més importants del nord d'Alemanya. Tenia una població d'uns 553.000 habitants el 2022, i és un dels principals centres organitzatius de fires i congressos.

## Història
La ciutat de Hannover va ser fundada l'any 1100 quan el duc Enric el Lleó va decidir establir-hi la seva residència. Aviat es convertí en una ciutat hanseàtica de primer ordre que prosperà gràcies a ser un centre de poder durant la Reforma religiosa i gràcies a ser seu d'una de les principals famílies de la reialesa alemanya.
Al llarg dels segles xvii - xviii - xix era estretament vinculada al Regne Unit. L'any 1866 deixà de ser la capital del Regne independent de Hannover i va esdevenir la capital de la nova província prussiana de Hannover.
Al llarg de la Segona Guerra Mundial la ciutat es veié fortament devastada, més d'un 80% del centre de la ciutat i gairebé el 50% de la resta de la ciutat quedaren destruïts pels bombardeigs aliats. El procés de restauració preveia la reconstrucció de barris sencers de cases de fusta i obres arquitectòniques com l'Òpera, el Marktkirche (Església) i la Neues Rathaus (Nou Ajuntament).
L'any 2000 va ser el centre de l'Expo 2000 i el 2006 fou un dels centres del Mundial de Futbol d'Alemanya.

## Geografia
Hannover es troba a la vall de la Leine a la transició de les muntanyes de la Baixa Saxònia a les terres baixes del nord d'Alemany, el centre de la ciutat. Al sud-oest de la ciutat voreja els contraforts del Weserbergland amb sòls fèrtils de loess, al nord els sorrencs i els aiguamolls. Hi ha paisatges de bruguera seca (geest) del Burgdorf-Peiner i el Hannoversche Moorgeest a l'àrea urbana.
La situació geogràfica de Hannover donava condicions favorables per al desenvolupament d'un poble medieval a una gran ciutat. A l'edat mitjana, una important ruta comercial nord-sud a través de la vall de Leine passava per la ciutat en un gual del riu. Al segle xix, el ferrocarril va seguir aquesta ruta i amb la construcció del canal Mittelland com a connexió est-oest al segle xx, Hannover es trobava a la intersecció d'aquestes importants vies de transport. El mateix s'aplica al trànsit rodat a través de la intersecció de les carreteres federals A 2 i A 7 prop de Hannover.
Les ciutats principals més properes són Hildesheim, Salzgitter, Braunschweig, Wolfsburg, Bielefeld i Göttingen. La costa del Mar del Nord és una mica més a prop de Hannover que la costa del Mar Bàltic.

### Comunitats veïnes
Les següents ciutats i municipis de la regió de Hannover limiten amb la ciutat de Hannover: Langenhagen, Isernhagen, Lehrte, Sehnde, Laatzen, Hemmingen, Ronnenberg, Gehrden, Seelze i Garbsen. L'entorn es caracteritza per un desenvolupament d'estil urbà al llarg dels eixos de trànsit i per la construcció d'estil rural en altres punts. El 2019, unes 1.130.000 persones vivien a l'conurbació de Hannover.
Hannover és un municipi unificat i consta de 51 districtes. De dos a set d'aquests districtes es combinen per formar un districte de la ciutat, de manera que existeixen els següents 13 districtes de la ciutat: Mitte, Vahrenwald-List, Bothfeld-Vahrenheide, Buchholz-Kleefeld, Misburg-Anderten, Kirchrode-Bemerode-Wülferode, Südstadt-Bult, Döhren-Wülfel, Ricklingen, Linden-Limmer, Ahlem-Badenstedt-Davenstedt, Herrenhausen-Stöcken i Nord.
Més de l'onze per cent de l'àrea urbana d'aproximadament 200 km² són espais verds públics, per això Hannover també és coneguda com una gran ciutat al camp. El bosc de la ciutat Eilenriede a prop del centre té 650 hectàrees.

### Topografia
Al sud del centre de la ciutat hi ha el Maschsee, un llac artificial d'aproximadament 78 hectàrees sense cap entrada ni sortida natural.
Venint des del sud, el Leine  flueix al nord-oest per Hannover cap a Aller. Al nivell del Maschsee, l'aigua de la línia és conduïda a l'Ihme a través del Schneller Grabe. A més de regular el nivell de l'aigua, l'assut serveix per generar electricitat. L'Ihme és un petit rierol que prové de la Terra de Calenberger. En subministrar aigua de Leine, es converteix en un riu, que al cap d'uns quilòmetres torna a unir-se amb la Leine. A partir d'aquí la línia és navegable. A Limmer el Fösse desemboca al Leine.
Hannover té una alçada mitjana de 55 m. Les elevacions naturals més altes de la ciutat són el Kronsberg, situat a l'extrem sud-est, el punt més alt del qual a 118,2 metres és un turó d'observació elevat artificialment uns pocs metres, i el Lindener Berg de 89 metres d'alçada. L'elevació artificial més alta és el Nordberg a 122 metres.
El punt més baix es troba a l'àrea de protecció del paisatge de Klosterforst Marienwerder i es troba a 44 m.

### Clima
Hanover té un clima oceànic (Classificació de Köppen Cfb).
| Dades climàtiques a Hannover, Germany for 1981–2010, extremes 1936-2015 (Source: DWD) | Dades climàtiques a Hannover, Germany for 1981–2010, extremes 1936-2015 (Source: DWD) | Dades climàtiques a Hannover, Germany for 1981–2010, extremes 1936-2015 (Source: DWD) | Dades climàtiques a Hannover, Germany for 1981–2010, extremes 1936-2015 (Source: DWD) | Dades climàtiques a Hannover, Germany for 1981–2010, extremes 1936-2015 (Source: DWD) | Dades climàtiques a Hannover, Germany for 1981–2010, extremes 1936-2015 (Source: DWD) | Dades climàtiques a Hannover, Germany for 1981–2010, extremes 1936-2015 (Source: DWD) | Dades climàtiques a Hannover, Germany for 1981–2010, extremes 1936-2015 (Source: DWD) | Dades climàtiques a Hannover, Germany for 1981–2010, extremes 1936-2015 (Source: DWD) | Dades climàtiques a Hannover, Germany for 1981–2010, extremes 1936-2015 (Source: DWD) | Dades climàtiques a Hannover, Germany for 1981–2010, extremes 1936-2015 (Source: DWD) | Dades climàtiques a Hannover, Germany for 1981–2010, extremes 1936-2015 (Source: DWD) | Dades climàtiques a Hannover, Germany for 1981–2010, extremes 1936-2015 (Source: DWD) | Dades climàtiques a Hannover, Germany for 1981–2010, extremes 1936-2015 (Source: DWD) |
| Mes                                                                                   | gen                                                                                   | febr                                                                                  | març                                                                                  | abr                                                                                   | maig                                                                                  | juny                                                                                  | jul                                                                                   | ag                                                                                    | set                                                                                   | oct                                                                                   | nov                                                                                   | des                                                                                   | anual                                                                                 |
| ------------------------------------------------------------------------------------- | ------------------------------------------------------------------------------------- | ------------------------------------------------------------------------------------- | ------------------------------------------------------------------------------------- | ------------------------------------------------------------------------------------- | ------------------------------------------------------------------------------------- | ------------------------------------------------------------------------------------- | ------------------------------------------------------------------------------------- | ------------------------------------------------------------------------------------- | ------------------------------------------------------------------------------------- | ------------------------------------------------------------------------------------- | ------------------------------------------------------------------------------------- | ------------------------------------------------------------------------------------- | ------------------------------------------------------------------------------------- |
| Màxima rècord °C (°F)                                                                 | 15.7 (60.3)                                                                           | 18.3 (64.9)                                                                           | 24.4 (75.9)                                                                           | 29.7 (85.5)                                                                           | 32.2 (90)                                                                             | 33.9 (93)                                                                             | 36.4 (97.5)                                                                           | 38.1 (100.6)                                                                          | 33.0 (91.4)                                                                           | 26.7 (80.1)                                                                           | 20.6 (69.1)                                                                           | 16.3 (61.3)                                                                           | 38.1 (100.6)                                                                          |
| Màxima mitjana °C (°F)                                                                | 4.0 (39.2)                                                                            | 4.9 (40.8)                                                                            | 8.9 (48)                                                                              | 13.9 (57)                                                                             | 18.5 (65.3)                                                                           | 20.9 (69.6)                                                                           | 23.5 (74.3)                                                                           | 23.2 (73.8)                                                                           | 18.9 (66)                                                                             | 13.7 (56.7)                                                                           | 8.1 (46.6)                                                                            | 4.5 (40.1)                                                                            | 13.6 (56.5)                                                                           |
| Mitjana diària °C (°F)                                                                | 1.6 (34.9)                                                                            | 1.9 (35.4)                                                                            | 5.0 (41)                                                                              | 8.9 (48)                                                                              | 13.4 (56.1)                                                                           | 16.0 (60.8)                                                                           | 18.4 (65.1)                                                                           | 17.9 (64.2)                                                                           | 14.2 (57.6)                                                                           | 9.9 (49.8)                                                                            | 5.5 (41.9)                                                                            | 2.3 (36.1)                                                                            | 9.6 (49.3)                                                                            |
| Mínima mitjana °C (°F)                                                                | −1.1 (30)                                                                             | −1.1 (30)                                                                             | 1.2 (34.2)                                                                            | 3.8 (38.8)                                                                            | 7.8 (46)                                                                              | 10.8 (51.4)                                                                           | 13.1 (55.6)                                                                           | 12.9 (55.2)                                                                           | 9.9 (49.8)                                                                            | 6.4 (43.5)                                                                            | 2.8 (37)                                                                              | −0.2 (31.6)                                                                           | 5.5 (41.9)                                                                            |
| Mínima rècord °C (°F)                                                                 | −22.4 (−8.3)                                                                          | −24.3 (−11.7)                                                                         | −18.3 (−0.9)                                                                          | −7.4 (18.7)                                                                           | −3.2 (26.2)                                                                           | 0.3 (32.5)                                                                            | 3.3 (37.9)                                                                            | 3.3 (37.9)                                                                            | −1.3 (29.7)                                                                           | −7.9 (17.8)                                                                           | −17.1 (1.2)                                                                           | −20.9 (−5.6)                                                                          | −24.3 (−11.7)                                                                         |
| Precipitació mitjana mm (polzades)                                                    | 55.9 (2.201)                                                                          | 41.1 (1.618)                                                                          | 54.8 (2.157)                                                                          | 39.6 (1.559)                                                                          | 56.1 (2.209)                                                                          | 59.2 (2.331)                                                                          | 61.0 (2.402)                                                                          | 68.7 (2.705)                                                                          | 57.2 (2.252)                                                                          | 52.8 (2.079)                                                                          | 54.7 (2.154)                                                                          | 60.2 (2.37)                                                                           | 661.3 (26.035)                                                                        |
| Mitjana mensual d'hores de sol                                                        | 50.0                                                                                  | 71.4                                                                                  | 108.1                                                                                 | 166.2                                                                                 | 216.4                                                                                 | 204.5                                                                                 | 213.4                                                                                 | 199.5                                                                                 | 144.4                                                                                 | 107.2                                                                                 | 52.7                                                                                  | 38.9                                                                                  | 1.566                                                                                 |
| Font: Data derived from Deutscher Wetterdienst                                        |                                                                                       |                                                                                       |                                                                                       |                                                                                       |                                                                                       |                                                                                       |                                                                                       |                                                                                       |                                                                                       |                                                                                       |                                                                                       |                                                                                       |                                                                                       |

## Principals llocs d'interès

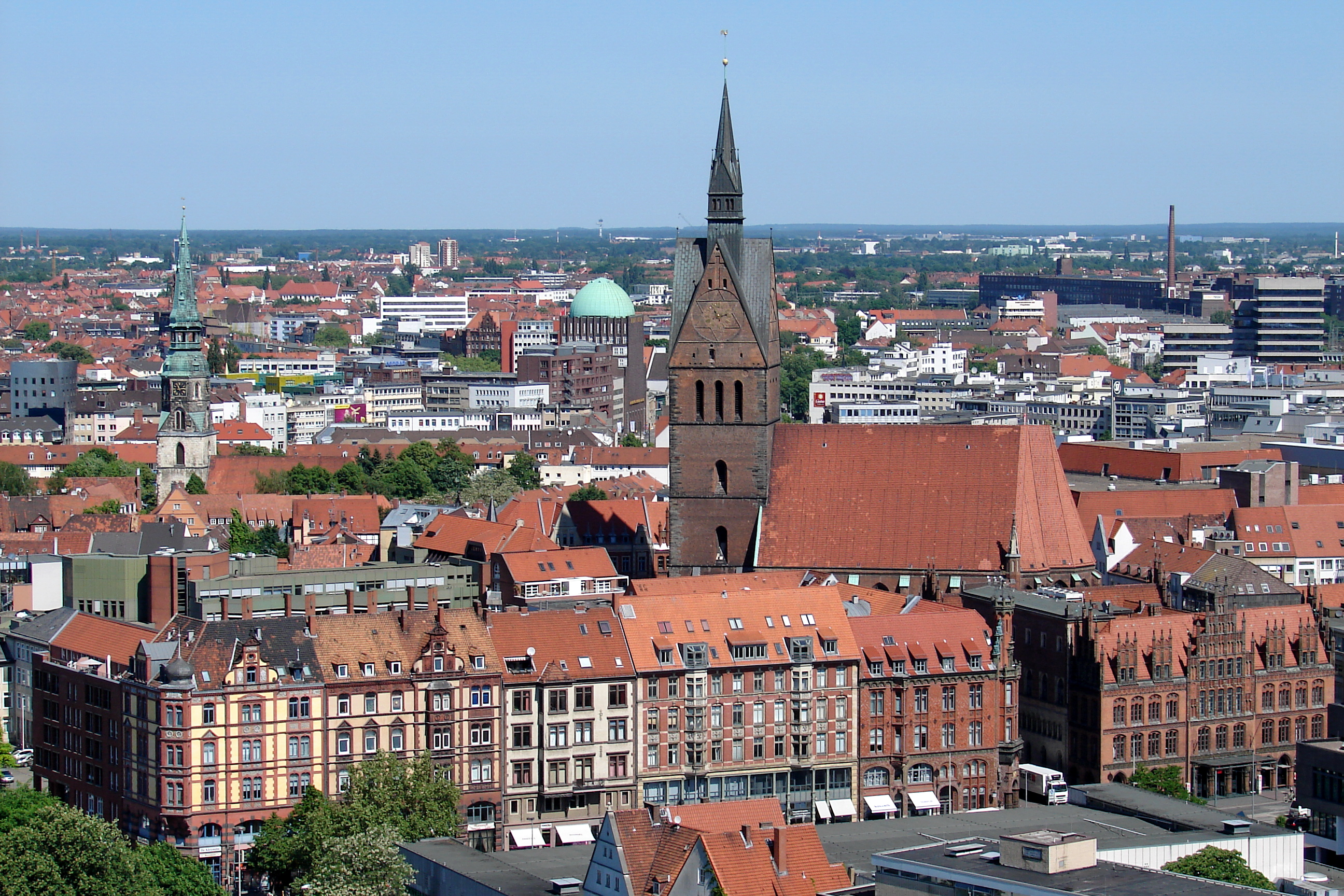
Església del mercat a Hannover

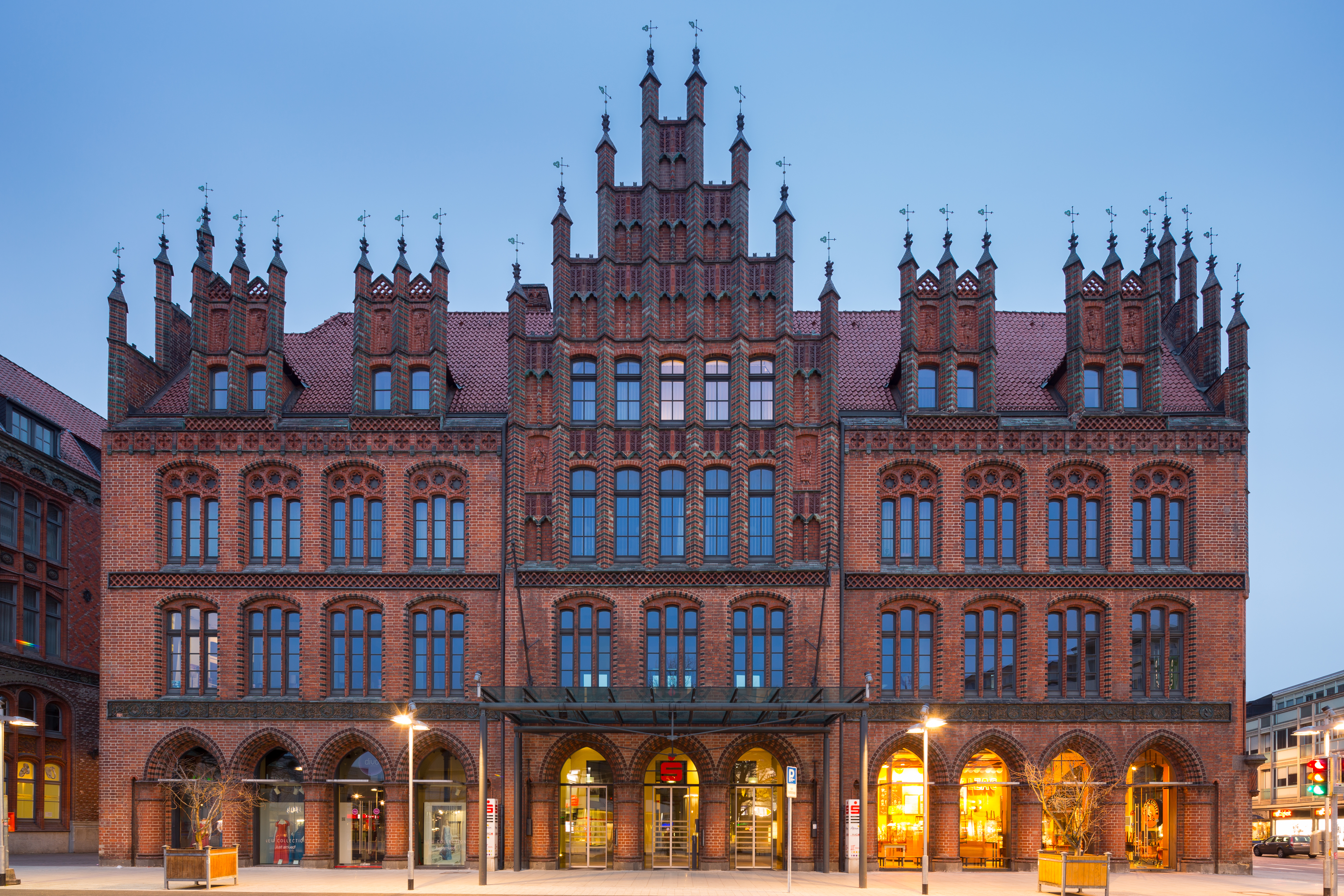
Antic Ajuntament

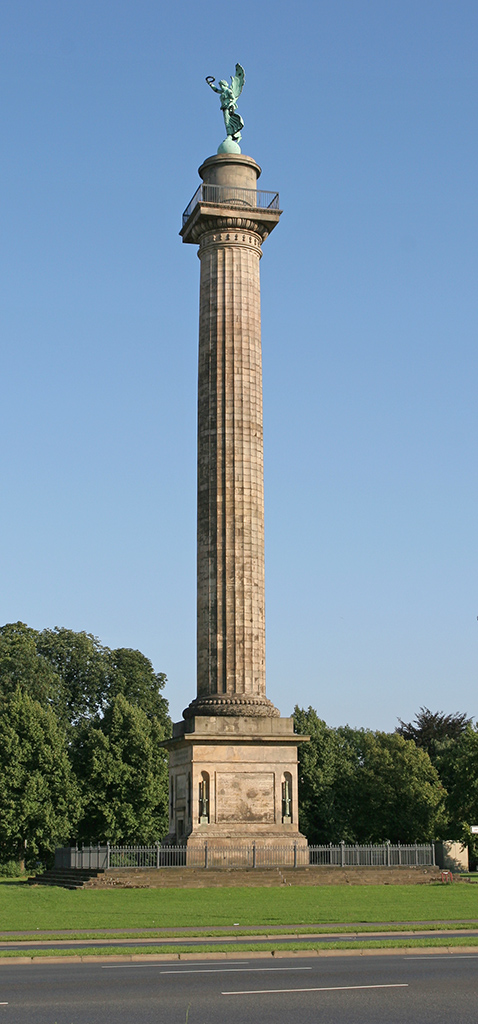
Columna de Waterloo a Hannover

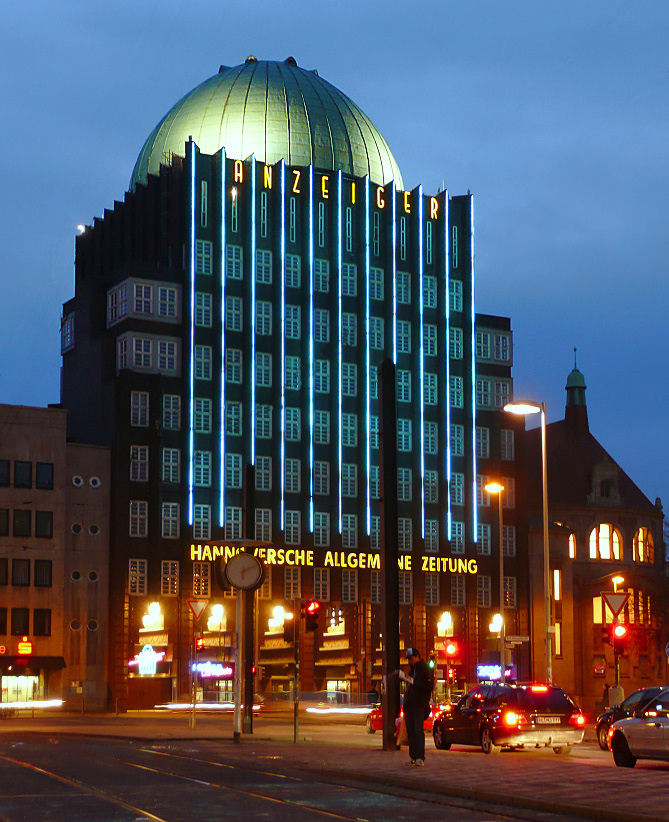
Bloc de la torre Anzeiger

Un dels llocs d'interès de Hannover són els Jardins Reials de Herrenhausen. El seu Gran Jardí és un important jardí barroc europeu. El mateix palau va ser destruït en gran part pels bombardeigs aliats, però ha estat reconstruït i reobert el 2013. Entre els punts d'interès hi ha la Gruta. El seu interior va ser dissenyat per l'artista francès Niki de Saint Phalle). El Gran Jardí consta de diverses parts i conté la font de jardí més alta d'Europa. L'històric Garden Theatre va acollir els musicals del músic de rock alemany Heinz Rudolf Kunze.
També a Herrenhausen, el Berggarten és un jardí botànic amb la col·lecció d'orquídies més variada d'Europa. Alguns punts d'interès són la Casa Tropical, la Casa dels Cactus, la Casa Canària i la Casa de les Orquídies, i els ocells i les papallones que volen lliurement. A prop de l'entrada del Berggarten hi ha l'històric Pavelló de la Biblioteca. El Mausoleu dels Güelfs també es troba al Berggarten. Com el Gran Jardí, el Berggarten també consta de diverses parts, per exemple els Paradies i el Jardí de la Prada. El Georgengarten és un jardí paisatgístic anglès. El temple de Leibniz i el palau de Georgen en són dos punts d'interès.

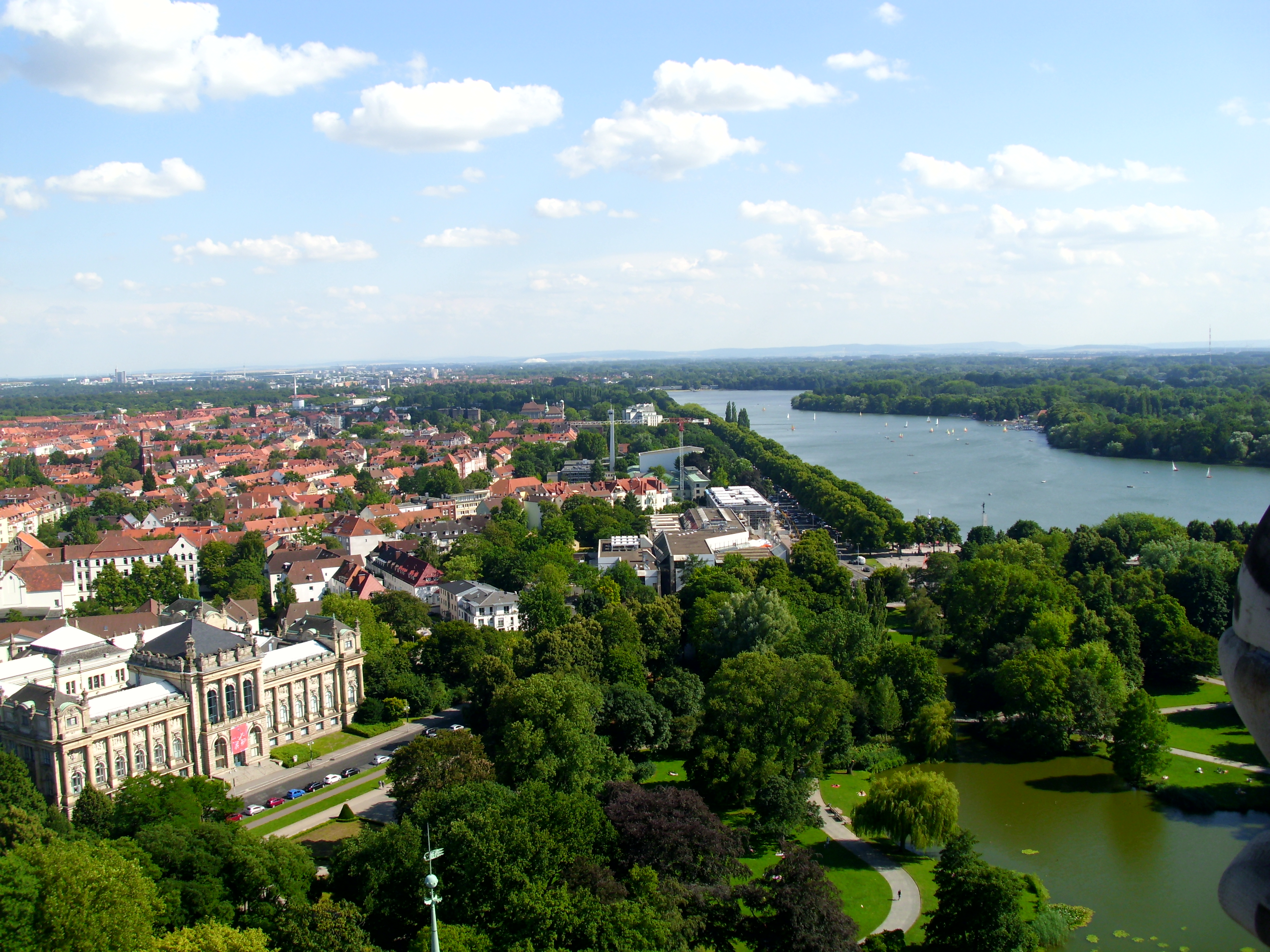
Maschsee vist des del mirador de l'Ajuntament Nou

La fita de Hannover és el Nou Ajuntament (Neues Rathaus). A l'interior de l'edifici hi ha quatre maquetes de la ciutat. Un ascensor d'arc/diagonal únic a tot el món puja per la gran cúpula en un angle de 17 graus fins a una plataforma d'observació.
El Zoo de Hannover va rebre el Park Scout Award per quart any consecutiu el 2009/10, situant-lo entre els millors zoològics d'Alemanya. El zoo consta de diverses àrees temàtiques: Sambesi, Meyers Farm, Gorilla-Mountain, Jungle-Palace i Mullewapp. Algunes zones més petites són Austràlia, la zona boscosa per als llops i l'anomenada zona de bany amb moltes aus marines. També hi ha una casa tropical, una casa de la selva i una sala d'espectacles. La nova zona de temàtica canadenca, Yukon Bay, es va inaugurar el 2010. El 2010 el zoològic de Hannover va tenir més d'1,6 milions de visitants. També hi ha el Sea Life Center Hannover, que és el primer aquari tropical d'Alemanya.
Un altre punt d'interès és el nucli antic. Al centre es troben la gran Marktkirche (Església St. Georgii et Jacobi, lloc de predicació del bisbe de la Landeskirche luterana de Hannover) i el Vell Ajuntament. A prop hi ha la casa Leibniz, la casa Nolte i la torre de les beguines. El barri de l'església de Kreuz al voltant de l’església de Kreuz conté molts carrerons. A prop hi ha l'antic pavelló esportiu reial, ara anomenat teatre Ballhof. A la vora del nucli antic es troben el Mercat, el Palau de Leine i les ruïnes de l’Església Aegidien, que ara és un monument a les víctimes de la guerra i la violència. A través de la Porta Marstall es pot arribar a la riba del riu Leine; les Nanas de Niki de Saint Phalle es troben aquí. Formen part de la Milla de les Escultures, que parteix de Trammplatz, recorre la riba del riu, travessa la plaça Königsworther i acaba a l'entrada del Georgengarten. A prop del nucli antic es troba el districte de Calenberger Neustadt on es troben la Basílica Menor Catòlica de St. Clemens, l’Església Reformada i la luterana Neustädter Hof- und Stadtkirche St. Johannis.
Altres llocs d'interès populars són la Columna de Waterloo, la Casa Laves, el Palau Wangenheim, els Arxius Estatals de la Baixa Saxònia, el Teatre de Hannover, el Rellotge Kröpcke, el Bloc de la Torre Anzeiger, l’Edifici d'Administració del NORD/LB, la Sala de la Cúpula de la Centre de congressos, l’Estoc de la Baixa Saxònia, el Ministeri de Finances, l’església de Garten, l’església de Luther, la torre Gehry (dissenyada per l'arquitecte nord-americà Frank O. Gehry), les parades d'autobús especialment dissenyades, l’òpera, l'estació central, el llac Maschsee i el bosc de la ciutat Eilenriede, que és un dels més grans d'Europa. Amb uns 40 parcs, boscos i jardins, un parell de llacs, dos rius i un canal, Hannover ofereix una gran varietat d'activitats d'oci.
Des de l'any 2007 les històriques Cartes de Leibniz, que es poden veure a la Biblioteca Gottfried Wilhelm Leibniz, estan al Registre de la Memòria del Món de la UNESCO.
Fora del centre de la ciutat es troba l’EXPO-Park, l'antic lloc de l'EXPO 2000. Alguns punts d'interès són el Planeta M., l'antic Pavelló alemany, els pavellons vacants d'algunes nacions, l’Expowale, l’EXPO-Plaza i els EXPO-Jardins (Parc Agricole, EXPO-Park Sud i els Jardins del canvi). Al recinte firal s'hi pot arribar per l’Exponale, un dels ponts per a vianants més grans d'Europa.
El recinte firal de Hannover és el centre d'exposicions més gran del món. Ofereix 496.000|m²|e6ft2|abbr=off}} d'espai interior cobert, 58.000|m²|e3ft2|abbr=off}} d'espai a l'aire lliure, 27 sales i pavellons. Moltes de les sales del recinte firal són elements destacats de l'arquitectura. A més, ofereix el Centre de Convencions amb les seves 35 sales d'actes, zones de vidre entre sales, zones d'esbarjo amb gespa i un heliport propi. Dos llocs d'interès importants al recinte firal són la Torre Hermes ( 88.8 m d'alçada) i l’EXPO Roof, la coberta de fusta més gran del món.
Al districte d'Anderten hi ha l’European Cheese Center, un centre d'interpretació del formatge. Al barri d'Anterten hi ha una resclosa que venç un desnivell de 14,7 metres al canal navegable Mittellandkanal. Quan es va estrenar el 1928 era la més grossa resclosa de navegació interior d'Europa. El Tiergarten (literalment el "jardí dels animals") al districte de Kirchrode és un gran bosc utilitzat originalment per als cérvols i altres jocs per a la taula del rei.

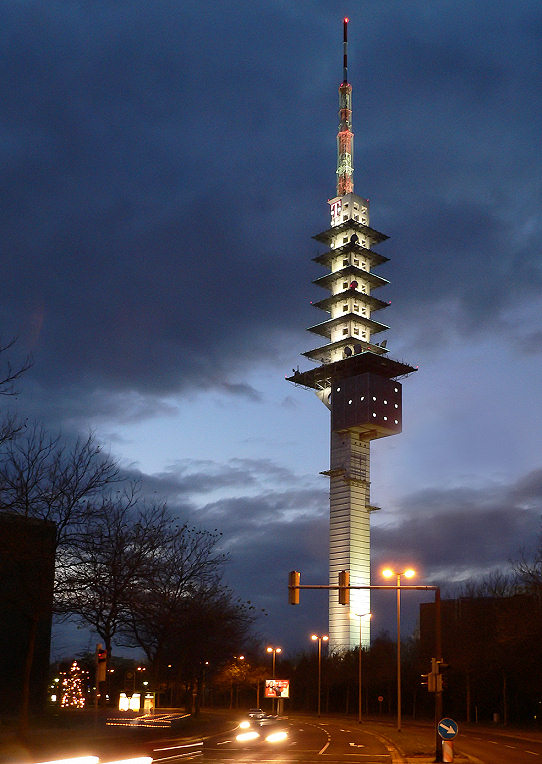
La torre Telemax és visible des d'uns 30 km de distància a les autopistes

Al districte de Groß-Buchholz, els 282 m Es troba Telemax, que és l'edifici més alt de la Baixa Saxònia i la torre de televisió més alta del nord d'Alemanya. Algunes altres torres notables són la VW-Tower al centre de la ciutat i les antigues torres de l'antic cinturó de defensa de l'edat mitjana: la torre Döhrener, la torre Lister i la torre del cavall.
Els 36 llocs d'interès més importants del centre de la ciutat estan connectats amb una línia vermella de 4,2 km, que està pintada a la vorera. Aquest anomenat Fil Roig marca un passeig que comença a l'Oficina de Turisme i acaba a la plaça Ernst-August, davant de l'estació central. També hi ha una visita guiada en autobús per la ciutat.

## Fills il·lustres
- Georges Schmitt (1827-1902) compositor, pianista i organista
- Karl Klindworth (1830-1916) compositor musical
- Otto Fritz Meyerhof (1884-1951) fisiòleg, Premi Nobel de Medicina o Fisiologia de 1922

## Ciutats agermanades
| - - Bristol, Anglaterra, Regne Unit (1947) - - Perpinyà, França (1960) - - Rouen, França (1966) - - Blantyre, Malawi (1968) - - Kragujevac, Sèrbia | - - Poznań, Polònia (1979) - - Hiroshima, Japó (1983) - - Leipzig, Alemanya (1987) - - Kansas City (Missouri), EUA |